# Plodia interpunctella
Espèce
La Teigne des fruits secs, Pyrale indienne des fruits secs ou Pyrale indienne de la farine, Plodia interpunctella, est un insecte lépidoptère (papillon), une espèce (parmi d'autres) de mites alimentaires appartenant à la famille des Pyralidae.
Synonyme :
- Tinea interpunctella Hübner, 1813.

## Origine
Cette espèce est originaire d'Inde, elle a été introduite en Europe par des importations de produits alimentaires.

## Espèce nuisible
Cette mite apprécie beaucoup la vie avec les humains, profitant de la chaleur des logements en hiver et de la nourriture stockée toute l'année. Elle est très dépendante de la température ambiante ; les larves peuvent se transformer en papillon en moins d'un mois. Dans leur toile de soie protectrice, elles attendent alors une température adéquate pour entamer leur métamorphose en papillon. Ce dernier aura pour principal objectif de s'accoupler et la femelle de pondre sur une surface comestible pour assurer l'alimentation des larves.

## Comportement
Les papillons peuvent sentir les fruits secs de très loin et cette olfaction performante sert aussi à la recherche du sexe opposé (grâce à l'émission de phéromones) afin de s'accoupler. La vie larvaire est la période où l'espèce est la plus résistante. Les larves qui ont connu des températures fraîches deviennent jaune foncé.

## Un cycle
Les œufs sont placées sur nourriture accessible, comme les produits céréaliers (par exemple la farine), les noix, les légumineuses, le chocolat, le cacao, le café, les pâtes, le thé, les épices, les fruits secs et, exceptionnellement, les fruits frais.
L'œuf éclos, la larve se nourrit ; une fois gavée, elle doit sortir de l'emballage de nourriture afin de se mettre à l'abri pour se transformer en papillon ; cherchant la hauteur, elle va souvent se fixer dans l'angle entre le mur et le plafond. S'ensuit la fabrication d'un nid de soie. La transformation en papillon n'a lieu que si la température est suffisante, 20 °C environ. La larve n'est pas dépendante des saisons mais seulement de la température. Elle peut très bien avoir un cycle continu en hiver dans une maison chauffée.

## Lutte
Pour lutter contre la teigne des fruits secs, les pièges à phéromone et les guêpes parasites sont fréquemment utilisés. La nourriture infestée doit être éliminée, les approvisionnements alimentaires doivent être emballés hermétiquement, par exemple dans des pots de verre ou des récipients en plastique épais. Dans leur emballage d'origine, pâtes, chocolats, et autres produits alimentaires secs ne sont souvent pas suffisamment protégés.

## Capacité à biodégrader certains polymères de synthèse
Selon une étude sino-américaine publiée en 2014, la larve de cette espèce serait capable de digérer du polyéthylène (un polymère synthétique longtemps considéré comme non-biodégradable) quand il lui est présenté en très fine épaisseur. 
Deux souches bactériennes capables de dégrader les PE ont été isolées à partir de prélèvements faits dans l'intestin de larves : Enterobacter asburiae YT1 et Bacillus sp. YP1. En incubant des films fins de PE durant 28 jours des biofilms bactériens viables se sont formés et le caractère hydrophobe des films plastiques a diminué. Des traces de puits et cavités (0,3 à 0,4 pm de profondeur) ont été observés en microscopie électronique à balayage et microscopie à force atomique  à la surface de ces films de polyéthylène, et une formation de groupes carbonyle a été vérifiée. 

Des cultures en suspension des deux souches bactériennes YT1 et YP1 (108 cellules/ml) ont été capables de dégrader d'environ 6,1 ± 0,3% et de 10,7 ± 0,2% des films PE (100 mg), respectivement pour une période d'incubation de 60 jours. 

Les poids moléculaires des films PE résiduels étaient plus faibles, et 12 sous-produits de dégradation (solubles dans l'eau) ont aussi été détectées. Les auteurs jugent leurs résultats prometteurs pour la biodégradation du PE dans l'environnement.